# Kibeho
Kibeho és una petita població al sud de Ruanda, que es va conèixer a fora d'aquest país a causa de les aparicions de la Mare de Déu i de Jesucrist es va produir entre 1981 i 1989. També és coneguda per la massacre de Kibeho, a l'abril de 1995, on milers de desplaçats interns foren assassinats per l'Exèrcit Patriòtic Ruandès.

## Història

### Visions
S'ha informat d'aparicions de la Verge i de Jesucrist a joves de 19, 20 i 21 anys a Kibeho el 1981, Mare de Déu de Kibeho. Aquestes visions van ser acompanyades d'intenses reaccions: plors, tremolors i coma.
El 19 d'agost de 1982, els qui havien tingut les visions van informar profecies horroroses (rius de sang, caps en rodanxes, etc.) que avui dia es consideren com una premonició ominosa del genocidi ruandès de 1994, i particularment en aquella ubicació específica el 1994 (massacre de tutsis) i 1995 (assassinat de hutus).
El bisbe catòlic Augustin Misago de Gikongoro va aprovar la devoció pública vinculada a les aparicions el 15 d'agost de 1988 i va declarar la seva autenticitat el 29 Juny de 2001. En la seva declaració, el bisbe va destacar les visions de Maria per tres visionaris originals com a dignes de crèdit, però es va negar a declarar com a dignes de crèdit les suposades visions de Jesús a causa d' "inquietuds de situacions personals" desenvolupades pels suposats visionaris en aquest cas, que se suposa que són diferents als tres visionaris originals de Maria.

### Massacre de Kibeho
Després del genocidi de 1994, en el qual els hutus van matar uns 5.500 tutsi a Kibeho, es va convertir en un camp de refugiats desplaçats interns (IDP), amb molts dels refugiats hutus sospitosos d'haver participat en el genocidi. El camp va ser el més gran de Ruanda, tenia una extensió de 9 quilòmetres quadrats i aplegava entre 80.000 i 100.000 persones. A mitjans d'abril de 1995 elements de l'Exèrcit Patriòtic Ruandès (EPR) tutsi van anunciar que tancarien el campament, amb l'objectiu de separar per força els genocides coneguts dels qui serien enviats a casa. Quan el campament es va tancar, sorgiren tensions i les tropes de l'EPR van obrir foc a alguns dels refugiats que quedaven
No va haver-hi tropes estrangeres ni periodistes a Kibeho el 1994.
Les tropes australianes i zambianes de la Missió d'Assistència de les Nacions Unides a Ruanda (UNAMIR) i el personal d'Agències Internacionals d'Assistència van ser testimonis de la massacre.
Molts d'ells van morir a la mateixa escola en què s'havien produït les aparicions; fins i tot un dels nens que va informar de la visió va ser una de les víctimes. El bisbe local va reconèixer oficialment el 29 de juny de 2001 tres casos com a autèntics. L'església Notre-Dame des Douleurs va ser construïda a Kibeho, amb el suport dels palotins.

## Personatges il·lustres
- Thaddée Ntihinyurwa (n. 1942) : arquebisbe de Kigali
- Kizito Mihigo (n. 1981) : cantant, organista i compositor